# Jean-Joseph Vadé

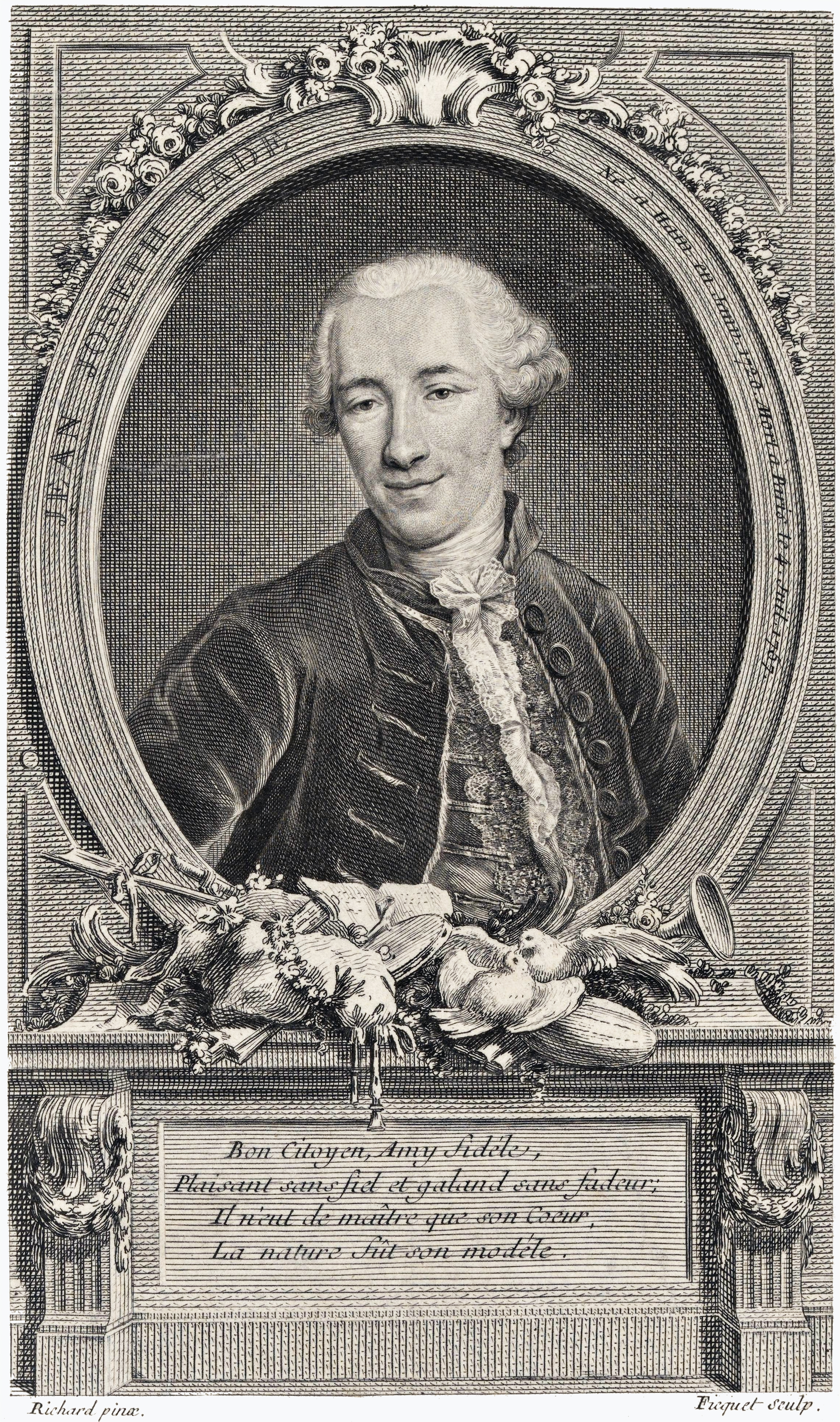
Jean-Joseph Vadé

Jean-Joseph Vadé (* 17. Januar 1719 in Ham (Somme); † 5. Juli 1757 in Paris) war ein französischer Schriftsteller und Komponist.

## Leben
Als Autor von Gedichten und komischen Opern gilt Vadé als Schöpfer des Genre poissard. In den 1750er Jahren entstanden mehr als 20 komische Opern, die neben Vaudeville-Melodien eigene Lieder Vadés enthielten. Er schrieb das Libretto zu Egidio Romualdo Dunis La Veuv indécise und Antoine Dauvergnes Buffooper Les Troqueurs. Berühmt wurde sein Gedicht La pipe cassée mit der Bezeichnung „poème épi-tragi-poissardi-héroïcomique“.

## Bühnenwerke
- La Fileuse, Parodie auf André Cardinal Destouches’ Omphale, 1752
- Le Bouquet du roi (mit Jacques Fleury und Gabriel-Charles Lattaignant), 1752
- Le Suffisant ou Le Petit Maître dupé, 1753
- Libretto zur Buffo-Oper Les Troqueurs von Antoine d’Auvergne (nach Jean de La Fontaine), 1753
- Le Rien, Parodie auf Jean-Joseph Cassanéa de Mondonvilles Titon et l’Aurore, 1753
- Le Trompeur trompé ou La Rencontre imprévue, 1754
- Il était temps, Parodie auf André Cardinal Destouches’ Ixion und Michel-Richard Delalandes Les Élémens, 1754
- La Fontaine de jouvence, Ballett von Jean Georges Noverre mit Gesang, 1743
- La Nouvelle Bastienne (mit Louis Anseaume), 1754
- Les Troyennes en Champagne,  Parodie auf Jean-Baptiste Vivien de Châteaubruns Les Troyennes, 1755
- Jérôme et Fanchonnette, Parodie auf Jean-Joseph Cassanéa de Mondonvilles Daphnis et Alcimadure, 1755
- Le Confident heureux, 1755
- Folette ou L’Enfant gâté, Parodie auf André Cardinal Destouches’ Le Carnaval et la folie
- Compliment de clôture, 1755
- Nicaise, 1756
- Les Raccoleurs, 1756
- Compliment pour la clôture de l’Opéra-Comique, 1756
- L’In-Promptu du cœur, 1757
- Le Mauvais plaisant ou Le Drôle de corps, 1757
- Libretto zu Egidio Romualdo Dunis La Veuv indécise, 1759